# Pulau Nuse
Pulau Nuse är en ö i Indonesien.   Den ligger i provinsen Nusa Tenggara Timur, i den södra delen av landet, 1 800 km öster om huvudstaden Jakarta. Arean är 6,0 kvadratkilometer.
Terrängen på Pulau Nuse är mycket platt. Öns högsta punkt är 30 meter över havet. Den sträcker sig 1,9 kilometer i nord-sydlig riktning, och 4,0 kilometer i öst-västlig riktning.